# Yaban
Yaban (littéralement « l'étranger ») est un roman écrit en 1932 par l'écrivain turc Yakup Kadri Karaosmanoğlu (1889-1974), dont la traduction française est assurée par Ferda Fidan et publiée en 1989 par l'Unesco et les Éditions Cent Pages, considéré comme le « premier roman paysan de la période républicaine. »

## Résumé
Le roman se déroule au début des années 1920, pendant la Guerre d'indépendance turque. Le personnage narrateur est Ahmet Celal, un jeune officier de l'armée ottomane amputée d'un bras à la suite des combats de la Première Guerre mondiale. Kémaliste, patriote et nationaliste, il décide de fuir Constantinople occupée par les puissances étrangères pour un village reculé de l'Anatolie. Il y découvre un monde rural difficile et le sentiment d'être considéré comme un étranger. Les paysans sont peu sensibles à la conscience nationale et à son engagement. Le récit se construit autour du journal intime d'Ahmet Celal, dans lequel il relate les combats avec l'armée grecque et son histoire d'amour avec Emine, une jeune paysanne dont il tombe amoureux. Le roman s'articule particulièrement autour du conflit entre une élite intellectuelle ottomane citadine et la paysannerie anatolienne délaissée.

## Message politique
Yakup Kadri Karaosmanoğlu, fervent défenseur du mouvement Kadro, exagère l'indifférence de la paysannerie au revendications nationales. Selon Nedim Gürsel, il critique à travers cette exagération la réaction du peuple aux réformes radicales du kémalisme et veut démontrer leur opposition au progrès par leur ignorance et leur trop grande religiosité, tout en démontrant que les intellectuels kémalistes se comportent comme une élite déconnectée.
La publication du roman en 1932 déclencha un vif débat intellectuel sur les politiques de développement dans la Turquie kémaliste et ouvrit la voie à une génération d'écrivain d'origine paysanne pour la description de la misère rurale en Anatolie. Une partie des critiques accusait le récit de dénigrer le paysan turc, l'autre accusait la classe dirigeante et citadine de l'avoir négligée pendant la période de libération nationale.

### Citations
« Chez le paysan anatolien, le sentiment réaliste et positif l'emporte sur tous les autres. Son lyrisme qui se réveille parfois ne fait que flamber quelques instants avant de s'éteindre. »
« Le centre de l'Anatolie, le vrai centre de la mère patrie, n'est qu'une contrée aride, formée de lacs salés et de terres calcaires. Ici la nation turque ressemble aux fils d'Israël au milieu du désert. »
« L'homme est le plus ignoble des animaux. »

## Adaptation au cinéma
Le roman a été adapté au cinéma en 1996 sous le titre Yaban par le réalisateur turc Nihat Durak avec Aytaç Arman dans le rôle d'Ahmet Celai.